# 694 г. пр.н.е.

## Събития

#### В Асирия
- Цар на Асирия е Сенахериб (705 – 681 пр.н.е.).[1]
- Асирийският цар решава да проведе нов поход, шест години след успеха на предишния, срещу халдейските изгнаници и приютилото ги царство Елам. За да постигне тази цел той нарежда да бъдат построени много малки плавателни съдове по финикийски образец, с който да нападне еламитското крайбрежие на Персийския залив.[2]
- Изпратената от царя морска експедиция достига целта си, стоварва превозваните асирийски войници на брега, а те побеждават халдейците в битка при река Улая (Ulaya). След това те плячкосват района, връщат се на корабите си и се завръщат с множество пленници и плячка.[2]
- Еламитите контраатакуват, докато Сенахериб ръководи морския си поход, като нахлуват в Северна Вавилония, окупират град Сипар и дори пленяват, след като е предаден от въстанали местни жители, Ашур-надин-шуми, който управлява като цар Вавилония шест години, след като е поставен на трона от баща му Сенахериб ок. 700 г. пр.н.е. Пленникът е победоносно отведен в Елам.[2]
- На трона на разбунтувалия се Вавилон се възкачва Нергал-ушезиб, който влиза в конфликт с асирийския цар и се задържа на власт около една година.[3]

#### В Елам
- Цар на Еламитското царство е Халушу-Иншушинак II (699 – 693 пр.н.е.).[1]

## Починали
- Ашур-надин-шуми, вероятно убит след отвеждането му в Елам като пленник
- Елулай, владетел на град Тир (управлява 729-694 пр.н.е.)[4]